# Mary Proctor
Mary Proctor (1862 – 11 de septiembre de 1957) fue una divulgadora brito-estadounidense de la astronomía. Nunca obtuvo ninguna titulación académica como astrónoma profesional, pero fue ampliamente conocida por sus numerosos libros y artículos sobre el tema. Durante un tiempo se pensó que era estadounidense, pero se ha encontrado una lista de pasajeros de aproximadamente 1924 dónde consta su nacionalidad británica.

## Primeros años
Proctor nació en Dublín, Irlanda, hija de Mary y de Richard Anthony Proctor. Su madre murió en 1879 y su padre se volvió a casar en 1881. La familia emigró a los Estados Unidos en 1882, instalándose en St. Joseph (Misuri). Su padre, nacido en Londres y graduado por el Saint John's College (Cambridge), era divulgador de astronomía, conferenciante, y escritor. Mary heredó de su padre la pasión por la astronomía y sus conocimientos sobre el tema. A temprana edad, estaba orgullosa de que su padre le confiase el cuidado de la biblioteca y la organización de su correspondencia, corrigiendo además las galeradas de prueba de sus libros. 
En 1898, Mary se graduó en el Colegio de Preceptores de Londres.

## Carrera
Proctor empezó ayudando a su padre en la producción de una nueva revista titulada Knowledge (Conocimiento), fundada y editada por su padre. Su primera publicación fue una serie de artículos sobre mitología comparativa. Empezando su carrera secundaria como conferenciante sobre astronomía, Proctor realizó una aparición muy exitosa en la Exposición Columbina celebrada en Chicago en 1893. Su primer libro, Historias de Starland se publicó en 1898, pasando a formar parte de los libros de texto adoptados por el Consejo de Educación de la Ciudad de Nueva York. Enseñó astronomía en colegios privados mientras asistía a la Universidad de Columbia.

## Trabajos
Proctor escribió artículos para diarios y revistas, y publicó numerosos libros populares. Sus artículos y los libros estaban especialmente adaptados para lectores jóvenes, llegando a ser conocida como "la astrónoma de los niños". Sus libros eran fáciles de leer, informativos y bien ilustrados, sin por ello perder rigor. Ampliamente respetada por los astrónomos profesionales, fue elegida para la Asociación Estadounidense para el Avance de la Ciencia en 1898. En 1916 fue nombrada miembro de la Real Sociedad Astronómica.

## Obra

### Algunas publicaciones
- Stories Of Starland, 1895.
- Giant Sun And His Family, 1896.
- "Halley's Comet after 75 years rushes Earthward again", San Francisco Call, 23 de agosto de 1908.
- Half Hours With The Summer Stars, 1911.
- Legends Of The Stars, 1922.
- The Children's Book Of The Heavens, 1924.
- Evenings With The Stars, 1924.
- Legends Of The Sun And Moon, 1926.
- The Romance Of Comets, 1926.
- The Romance Of The Sun, 1927.
- The Romance Of The Moon, 1928.
- The Romance Of The Planets, 1929.
- Wonders Of The Sky, 1931.
- Our Stars Month By Month, 1937
- M. Proctor and A. C. D. Crommelin, Comets, 1937.
- Everyman's Astronomy 1939.
- Comets, Meteors And Shooting Stars, 1940.

## Eponimia
- El cráter lunar Proctor conmemora su nombre,[6] y el cŕater marciano Proctor está dedicado a su padre.)[7][8]

## Lecturas relacionadas
- Ladies in the laboratory? : American and British women in science, 1800-1900 : a survey of their contributions to research. Lanham, Md.: Scarecrow. 1998. pp. 236-238. ISBN 9780810832879.
- Lienhard, John H. «Episode no. 2681: Mary Proctor». Engines of our ingenuity. Houston Public Media. Consultado el 24 de mayo de 2014.